# Église Saint-Pierre de Puyrolland
Pour les articles homonymes, voir Église Saint-Pierre.
L'église Saint-Pierre est une église catholique située à Puyrolland, en France.

## Localisation
L'église Saint-Pierre est située dans le département français de la Charente-Maritime, sur la commune de Puyrolland. Construite sur un tertre, l'église se voit de loin et le site offre un point de vue sur toute la campagne environnante.

## Historique
L'église, datant du milieu du XIIe siècle, a été détruite à plusieurs reprises. De l'époque romane, il ne subsiste aujourd'hui qu'une partie de la nef et le portail. Une petite église paroissiale a été reconstruite derrière le portail mais les ruines de l'édifice d'origine se prolongent derrière celle-ci. À l'intérieur des ruines, un escalier mène à une crypte voûtée souterraine.
Une légende fait remonter le nom du lieu à Roland, neveu de Charlemagne. Celui-ci, éconduit par le père d'une prétendante, aurait jeté sa hache au loin sous l'emprise de la colère. C'est en retombant que la hache aurait soulevé le tertre sur lequel est construite l'église.

## Protection
Le portail occidental a été inscrit au titre des monuments historiques par arrêté du 13 juin 1991.

## Galerie de photos

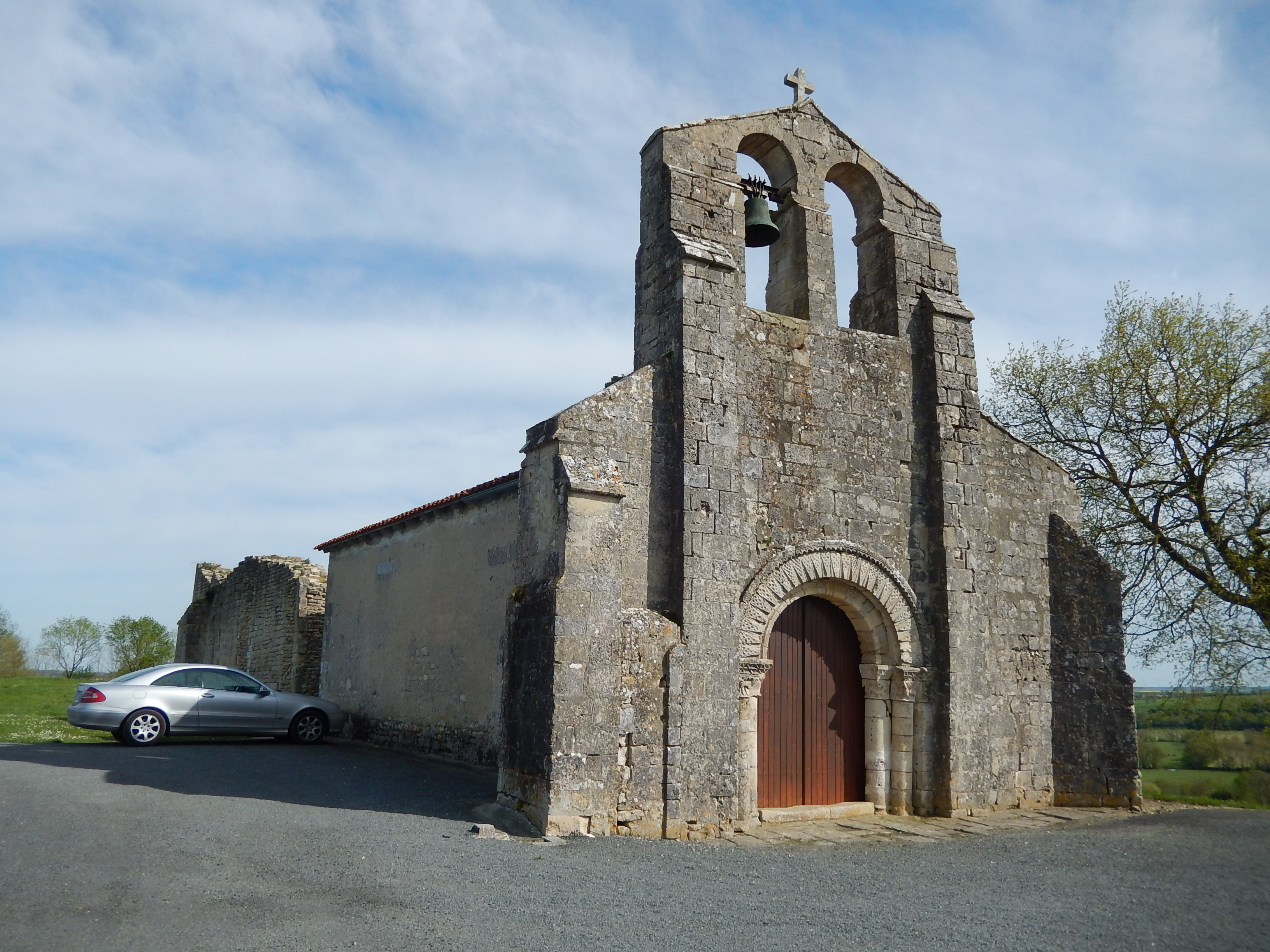
La façade de l'église.
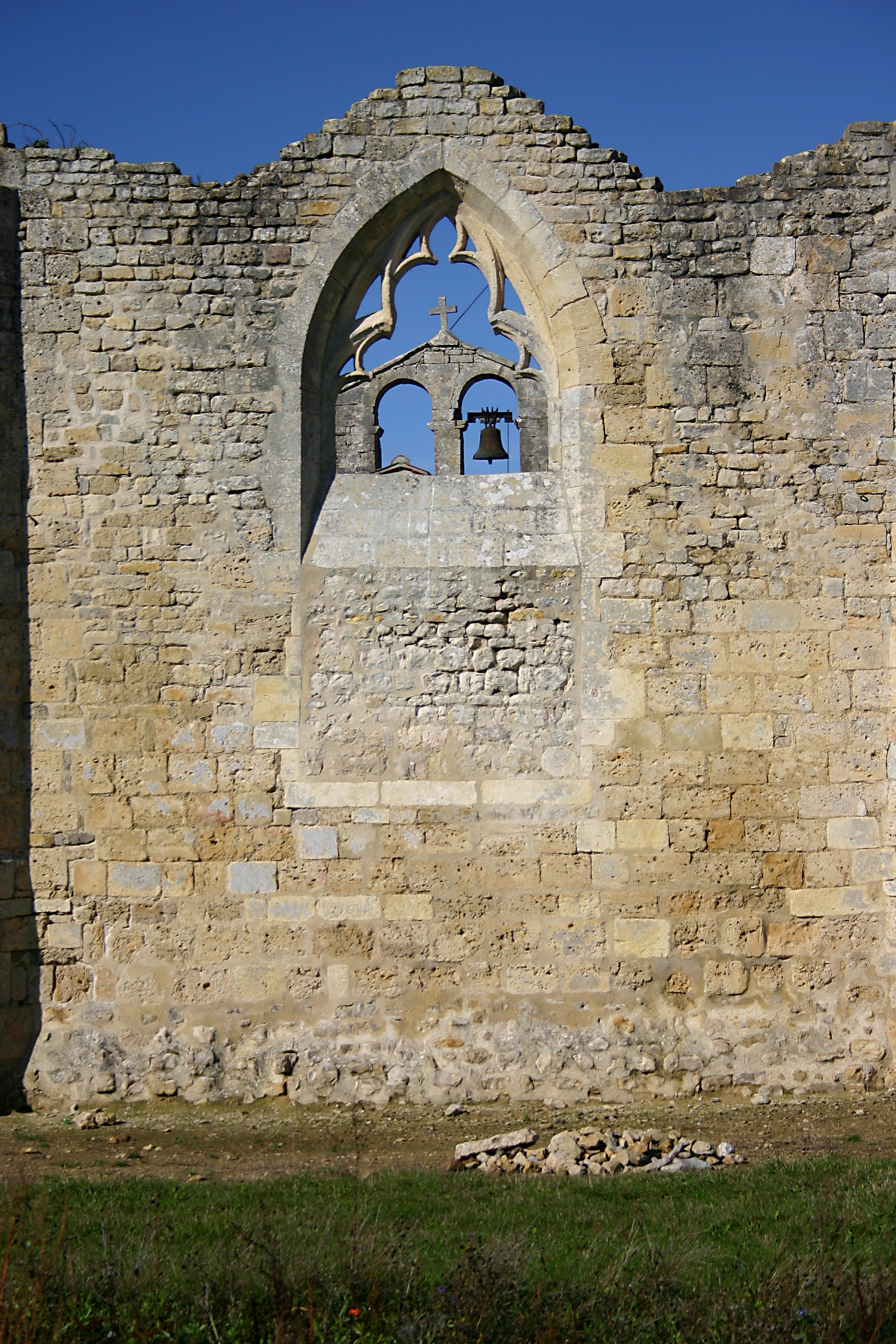
Les ruines du chevet.
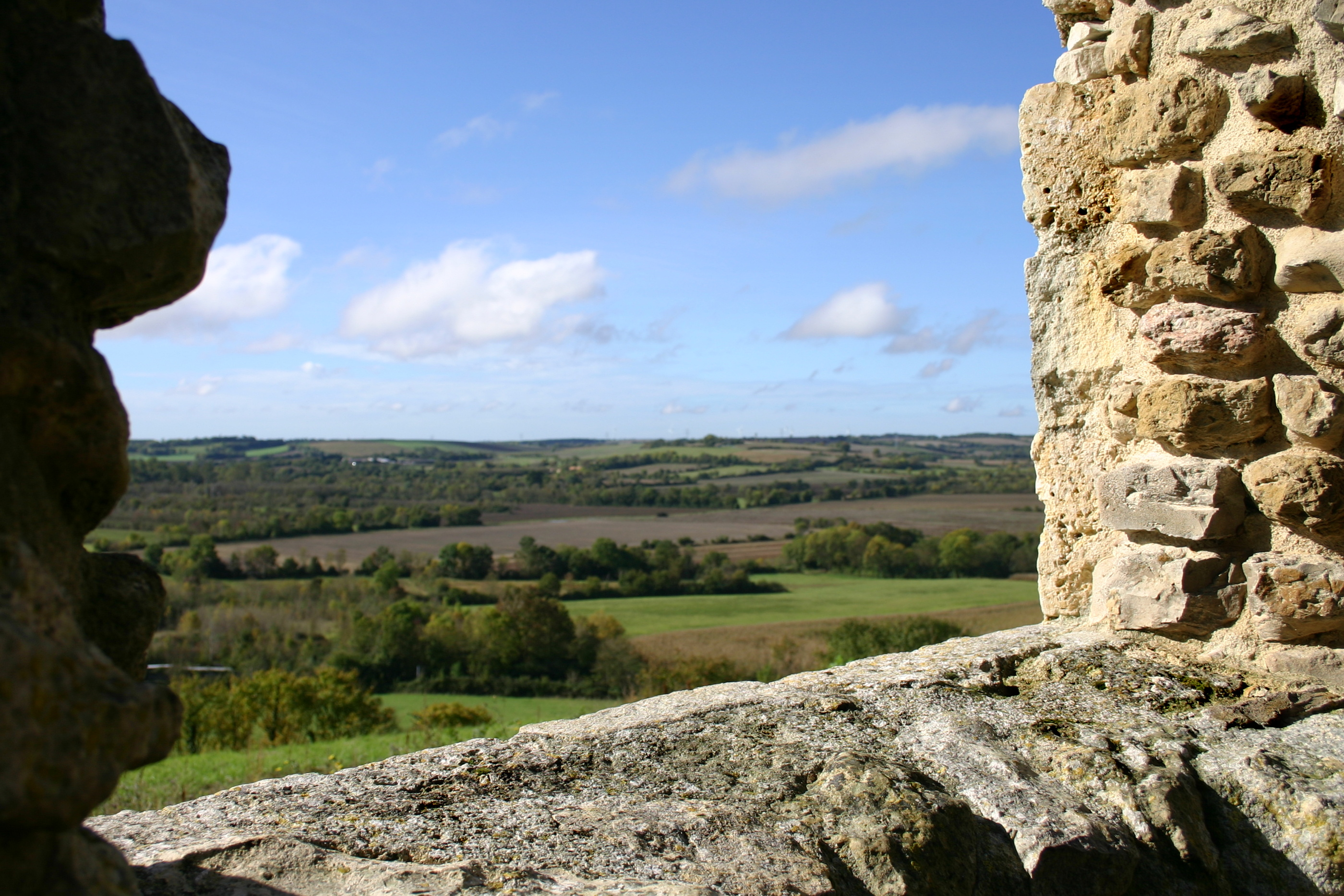
Le panorama.